# Premier de Wuhan 2017
El Wuhan Tennis Open 2017 fue un torneo de tenis jugado en canchas duras al aire libre. Fue la cuarta edición del Wuhan Tennis Open, y parte de la Serie Premier 5 del WTA Tour 2017. Se llevó a cabo en Wuhan, China, del 24 al 30 de septiembre de 2017.

## Puntos y premios

### Distribución de puntos
| Evento     | G   | F   | SF  | CF  | Ronda de 16 | Ronda de 32 | Ronda de 64 | Q  | Q2 | Q1 |
| Individual | 900 | 585 | 350 | 190 | 105         | 60          | 1           | 30 | 20 | 1  |
| Dobles     | 900 | 585 | 350 | 190 | 105         | 1           | —           | —  | —  | —  |

### Premios monetarios
| Evento     | G        | F        | SF       | CF      | Ronda de 16 | Ronda de 32 | Ronda de 64 | Q2     | Q1     |
| Individual | $487 245 | $243 621 | $121 690 | $56 115 | $27 790     | $14 265     | $7 335      | $4 080 | $2 099 |
| Dobles*    | $139 300 | $70 480  | $34 880  | $17 560 | $8 900      | $4 395      | —           | —      | —      |

* por equipo

## Cabezas de serie

### Individuales femenino
Las cabezas de serie se basan en el ranking WTA del 18 de septiembre de 2017.
La clasificación y los puntos son a fecha 25 de septiembre de 2017.
| N.º | Clasif | Jugadora             | Puntos | Puntos a defender | Puntos ganados | Nuevos puntos | Actuación en el torneo                             |
| --- | ------ | -------------------- | ------ | ----------------- | -------------- | ------------- | -------------------------------------------------- |
| 1   | 1      | Garbiñe Muguruza     | 6115   | 60                | 190            | 6245          | Cuartos de final, perdió ante Jeļena Ostapenko [8] |
| 2   | 2      | Simona Halep         | 5965   | 350               | 1              | 5616          | Segunda ronda, perdió ante Daria Kasátkina         |
| 3   | 4      | Karolína Plíšková    | 5520   | 105               | 190            | 5605          | Cuartos de final, perdió ante Ashleigh Barty       |
| 4   | 6      | Caroline Wozniacki   | 4640   | 105               | 1              | 4536          | Segunda ronda, perdió ante Maria Sakkari [Q]       |
| 5   | 7      | Johanna Konta        | 4520   | 190               | 1              | 4331          | Segunda ronda, perdió ante Ashleigh Barty          |
| 6   | 8      | Svetlana Kuznetsova  | 4410   | 350               | 1              | 4061          | Segunda ronda, perdió ante Alizé Cornet            |
| 7   | 9      | Dominika Cibulková   | 3810   | 585               | 105            | 3330          | Tercera ronda, perdió ante Caroline Garcia         |
| 8   | 10     | Jeļena Ostapenko     | 3781   | 1                 | 350            | 4130          | Semifinales, perdió ante Ashleigh Barty            |
| 9   | 13     | Agnieszka Radwańska  | 3335   | 190               | 105            | 3250          | Tercera ronda, perdió ante Ashleigh Barty          |
| 10  | 11     | Madison Keys         | 3402   | 190               | 1              | 3213          | Primera ronda, perdió ante Varvara Lepchenko [Q]   |
| 11  | 14     | Petra Kvitová        | 3256   | 900               | 1              | 2357          | Primera ronda, perdió ante Shuai Peng              |
| 12  | 12     | Angelique Kerber     | 3340   | 105               | 1              | 3236          | Primera ronda, perdió ante Caroline Garcia         |
| 13  | 15     | Kristina Mladenovic  | 3095   | 60                | 1              | 3036          | Primera ronda, perdió ante Kateřina Siniaková      |
| 14  | 17     | Sloane Stephens      | 2711   | 0                 | 1              | 2712          | Primera ronda, perdió ante Qiang Wang              |
| 15  | 18     | Anastasija Sevastova | 2295   | 1                 | 1              | 2295          | Primera ronda, perdió ante Yekaterina Makarova     |
| 16  | 21     | Yelena Vesnina       | 2140   | 0                 | 105            | 2245          | Tercera ronda, perdió ante Maria Sakkari [Q]       |

### Dobles
| Tenista                            | Ranking | Preclasificada |
| Yung-Jan Chan Martina Hingis       | 5       | 1              |
| Yekaterina Makarova Yelena Vesnina | 10      | 2              |
| Sania Mirza Shuai Peng             | 17      | 3              |
| Lucie Hradecká Kateřina Siniaková  | 23      | 4              |
| Ashleigh Barty Casey Dellacqua     | 28      | 5              |
| Gabriela Dabrowski Xu Yifan        | 38      | 6              |
| Anna-Lena Grönefeld Květa Peschke  | 42      | 7              |
| Alicja Rosolska Abigail Spears     | 56      | 8              |

## Campeonas

### Individual femenino
Caroline García venció a  Ashleigh Barty por 6-7(3-7), 7-6(7-4), 6-2

### Dobles femenino
Yung-Jan Chan /  Martina Hingis vencieron a  Shuko Aoyama /  Yang Zhaoxuan por 7-6(7-5), 3-6, [10-4]